# Nguyên Thiên Thuận Đế
Nguyên Thiên Thuận Đế (tiếng Hoa: 元天顺帝; 1320-1328) tên thật là Bột Nhi Chỉ Cân A Tốc Cát Bát (孛兒只斤阿剌吉八; Borjigit Arigabag), Hoàng đế thứ 7 của nhà Nguyên trong lịch sử Trung Quốc và là Đại hãn thứ 11 của Đế quốc Mông Cổ.
Là con trai của Hoàng đế tiền nhiệm Nguyên Thái Định Đế Dã Tôn Thiết Mộc Nhi, ông đăng cơ tại Đại Đô cùng thời điểm với Nguyên Văn Tông tại Thượng Đô (ủng lập bởi phe đối nghịch với Tiên đế và đại thần Đảo Thích Sa). Khi này triều đình Nhà Nguyên có 2 vị Hoàng Đế đồng tại vị, vì vậy nổi lên chiến tranh hai đô và phe Đại Đô chịu kết cục bại trận.

## Lên ngôi hoàng đế
A Tốc Cát Bát ra đời vào năm Diên Hữu thứ 7 (1320), ông là Trưởng tử của Nguyên Thái Định đế. Mẹ ông là Bát Bất Hãn Hoàng hậu, xuất thân tộc Hoằng Cát Lạt thị, thông gia chủ chốt của hoàng tộc nhà Nguyên. Ông được phong Hoàng thái tử năm 1324, khi đó chỉ mới 4 tuổi.
Tháng 8 năm 1328, Thái Định đế đột ngột băng hà ở Mạc Bắc. Đảo Thích Sa - sĩ quan Hồi giáo và là trọng thần của Thái Định Đế đưa A Tốc Cát Bát lên ngôi, khi này Tân đế mới 8 tuổi nên triều chính rơi vào tay Đảo Thích Sa và Hoàng thái hậu Bát Bất Hãn. Tuy nhiên, cái chết của Thái Định Đế dấy lên một cuộc nổi dậy từ phe chống đối, họ là những người đã và đang bất mãn với sự lộng quyền của đám cận thần, bao gồm Đảo Thích Sa, người phụng sự Tiên đế kể từ khi còn ở Mông Cổ. Cùng tháng, chỉ huy Qipchaq là Yên Thiếp Mộc Nhi, vốn đang đóng quân tại Đại Đô, đã tiến hành đảo chính và kêu gọi triều đình ủng lập con thứ của Nguyên Vũ Tông là Đồ Thiếp Mộc Nhi làm Hoàng đế ở Đại Đô, tức Nguyên Văn Tông. Văn Tông đăng cơ ở Đại Đô cùng thời điểm A Tốc Cát Bát kế vị ở Thượng Đô.

## Tranh ngôi với Nguyên Văn Tông
Do nước không thể có 2 vua, phe cánh của Thiên Thuận Đế và Văn Tông quyết giao chiến. Cuộc nội chiến nổ ra được gọi là chiến tranh hai đô. Quân đội của A Tốc Cát Bát đã vượt qua Vạn Lý Trường Thành tại nhiều điểm và tiến quân thẳng đến Đại Đô; nhưng đã bị quân của Yên Thiếp Mộc Nhi đánh cho tan tác. Vào thời điểm đó, hầu hết quân đội của A Tốc Cát Bát đều bị kẹt ở mặt trận Vạn Lý Trường Thành, và Thượng Đô buộc phải đầu hàng vào ngày hôm sau. Đảo Thích Sa và hầu hết những người trung thành hàng đầu với A Tốc Cát Bát đều bị bắt làm tù binh và sau đó bị phe Đại Đô xử chết; nhưng A Tốc Cát Bát được cho là đã mất tích, khả năng cao là bị sát hại.

## Những tên gọi
Do sự khan hiếm các nguồn lịch sử và tính đa ngôn ngữ của chúng, tên của A Tốc Cát Bát có rất nhiều biến thể. Biên niên sử đỏ Tây Tạng (Hu lān deb ther) gọi ông là "Ra khyi phag." Các biên niên sử Mông Cổ sau này như Erdeni-yin tobchi và Altan tobchi đánh vần ông ta là Radzibaγ hoặc Raǰibaγ. Nguyên sử gọi ông là A-su-ji-ba (阿 速 吉), nhưng rõ ràng đó là một lỗi chính tả của A-la-ji-ba (阿 剌 吉 八). Chữ "a" ban đầu ngăn từ bắt đầu bằng "r" trong tiếng Mông Cổ. Nó trông giống như một họa sĩ người Mông Cổ hiện đại Ts.Mandir đã giải thích tên của mình là "Asidkebe" (tiếng Pháp). Theo một số học giả, tên của ông là từ tiếng Phạn là "rāja-pika", có nghĩa là "vua cuckoo". Trong tiếng Hoa, ông được gọi là Thiên Thuận Đế theo niên hiệu của mình.